# Гуннеровые
Гуннеровые (лат. Gunneraceae) — семейство двудольных растений.
Ранее семейство включало один род — Гуннера (Gunnera), в котором более 40 видов. В классификации APG II в гуннеровые было включено семейство Миротамновые (Myrothamnaceae), также содержащее один род Миротамнус (Myrothamnus), включающий два вида.
Гигантские виды гуннеры произрастают в Южной Америке и на Гавайских островах, мелкие — в Новой Зеландии. Несколько видов стречаются в Африке и Австралии.
Миротамнус произрастает в южной части тропической Африки и на Мадагаскаре.